# Skate Canada International 2012
Skate Canada International 2012 – drugie w kolejności zawody łyżwiarstwa figurowego z cyklu Grand Prix 2012/2013. Zawody rozgrywano od 26 do 28 października 2012 roku w hali WFCU Centre w Windsorze.
Wśród solistów triumfował Hiszpan Javier Fernández, zaś w rywalizacji solistek najlepsza okazała się Kanadyjka Kaetlyn Osmond. W konkurencji par sportowych wygrali Niemcy Alona Sawczenko i Robin Szolkowy. W rywalizacji par tanecznych zwyciężyli reprezentanci gospodarzy Tessa Virtue i Scott Moir.

## Wyniki

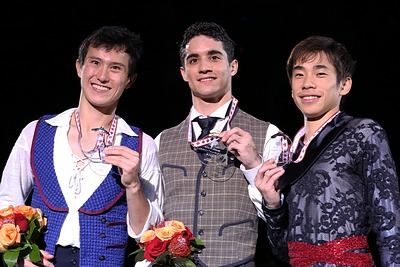
Medaliści w konkurencji solistów, od lewej Patrick Chan (CAN), Javier Fernández (ESP), Nobunari Oda (JPN)

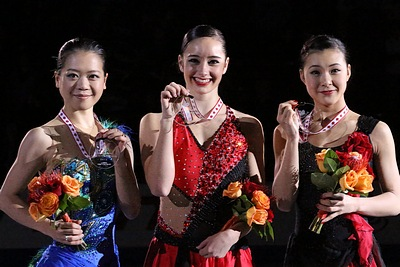
Medalistki w konkurencji solistek, od lewej Akiko Suzuki (JPN), Kaetlyn Osmond (CAN), Kanako Murakami (JPN)

### Soliści
| Poz. | Zawodnik         | Nota łączna | SP    | SP | FS     | FS |
| ---- | ---------------- | ----------- | ----- | -- | ------ | -- |
| 1    | Javier Fernández | 253,94      | 85,87 | 1  | 168,07 | 1  |
| 2    | Patrick Chan     | 243,43      | 82,52 | 2  | 160,91 | 2  |
| 3    | Nobunari Oda     | 238,34      | 82,14 | 3  | 156,20 | 3  |
| 4    | Florent Amodio   | 218,72      | 74,61 | 5  | 144,11 | 5  |
| 5    | Ross Miner       | 213,60      | 69,41 | 8  | 144,19 | 4  |
| 6    | Dienis Tien      | 203,70      | 75,26 | 4  | 128,44 | 8  |
| 7    | Elladj Blade     | 199,94      | 72,46 | 6  | 127,48 | 9  |
| 8    | Takahito Mura    | 199,74      | 62,10 | 9  | 137,64 | 6  |
| 9    | Artur Gaczinski  | 199,58      | 69,74 | 7  | 129,84 | 7  |
| 10   | Liam Firus       | 169,67      | 60,50 | 10 | 109,17 | 10 |

### Solistki
| Poz. | Zawodniczka              | Nota łączna | SP    | SP | FS     | FS |
| ---- | ------------------------ | ----------- | ----- | -- | ------ | -- |
| 1    | Kaetlyn Osmond           | 176,45      | 60,56 | 2  | 115,89 | 2  |
| 2    | Akiko Suzuki             | 175,16      | 55,12 | 5  | 120,04 | 1  |
| 3    | Kanako Murakami          | 168,04      | 56,21 | 4  | 111,83 | 4  |
| 4    | Jelizawieta Tuktamyszewa | 168,00      | 55,10 | 6  | 112,90 | 3  |
| 5    | Elene Gedewanszili       | 160,52      | 60,80 | 1  | 99,72  | 5  |
| 6    | Ksienija Makarowa        | 154,11      | 58,56 | 3  | 95,55  | 9  |
| 7    | Gracie Gold              | 151,57      | 52,19 | 9  | 99,38  | 6  |
| 8    | Amelie Lacoste           | 151,44      | 53,81 | 7  | 97,63  | 7  |
| 9    | Caroline Zhang           | 149,87      | 52,97 | 8  | 96,90  | 8  |
| 10   | Polina Szelepień         | 124,29      | 46,18 | 10 | 78,11  | 10 |

### Pary sportowe
| Poz. | Zawodnicy                        | Nota łączna | SP    | SP | FS     | FS |
| ---- | -------------------------------- | ----------- | ----- | -- | ------ | -- |
| 1    | Alona Sawczenko / Robin Szolkowy | 201,36      | 72,26 | 1  | 129,10 | 1  |
| 2    | Meagan Duhamel / Eric Radford    | 190,49      | 64,49 | 2  | 126,00 | 2  |
| 3    | Stefania Berton / Ondřej Hotárek | 172,03      | 59,79 | 3  | 112,24 | 3  |
| 4    | Paige Lawrence / Rudi Swiegers   | 158,33      | 52,88 | 4  | 105,45 | 4  |
| 5    | Darja Popowa / Bruno Massot      | 149,37      | 48,43 | 5  | 100,94 | 5  |
| 6    | Tiffany Vise / Don Baldwin       | 141,21      | 46,47 | 7  | 94,74  | 6  |
| 7    | Lindsay Davis / Mark Ladwig      | 122,26      | 47,05 | 6  | 75,21  | 7  |

### Pary taneczne
| Poz. | Zawodnicy                              | Nota łączna | SD    | SD | FD     | FD |
| ---- | -------------------------------------- | ----------- | ----- | -- | ------ | -- |
| 1    | Tessa Virtue / Scott Moir              | 169,41      | 65,09 | 1  | 104,32 | 1  |
| 2    | Anna Cappellini / Luca Lanotte         | 160,06      | 65,08 | 2  | 94,98  | 2  |
| 3    | Jekatierina Riazanowa / Ilja Tkaczenko | 143,39      | 55,80 | 3  | 87,59  | 3  |
| 4    | Piper Gilles / Paul Poirier            | 136,74      | 53,71 | 5  | 83,03  | 4  |
| 5    | Madison Hubbell / Zachary Donohue      | 135,16      | 54,84 | 4  | 80,32  | 6  |
| 6    | Julija Złobina / Aleksiej Sitnikow     | 132,80      | 50,92 | 7  | 81,88  | 5  |
| 7    | Pernelle Carron / Lloyd Jones          | 130,75      | 51,67 | 6  | 79,08  | 7  |
| 8    | Kharis Ralph / Asher Hill              | 126,60      | 50,00 | 8  | 76,60  | 8  |